# Osmia rutila
Osmia rutila là một loài Hymenoptera trong họ Megachilidae. Loài này được Erichson mô tả khoa học năm 1835.